# نوكليريا مغلفة صفراء
نوكليريا مغلفة صفراء (الاسم العلمي:Nuclearia flavocapsulata) هي نوع من الطلائعيات تتبع جنس النوكليريا من فصيلة النوكليرية           .